# Pavlivka (raïon de Tchernihiv)
 (octobre 2019).
Pavlivka (ukrainien : Павлівка) est un village en Ukraine, dans l'oblast de Tchernihiv. La population est de 879 personnes. L’organe autonome local est le conseil du village de Triswyatska Sloboda.

## Galerie

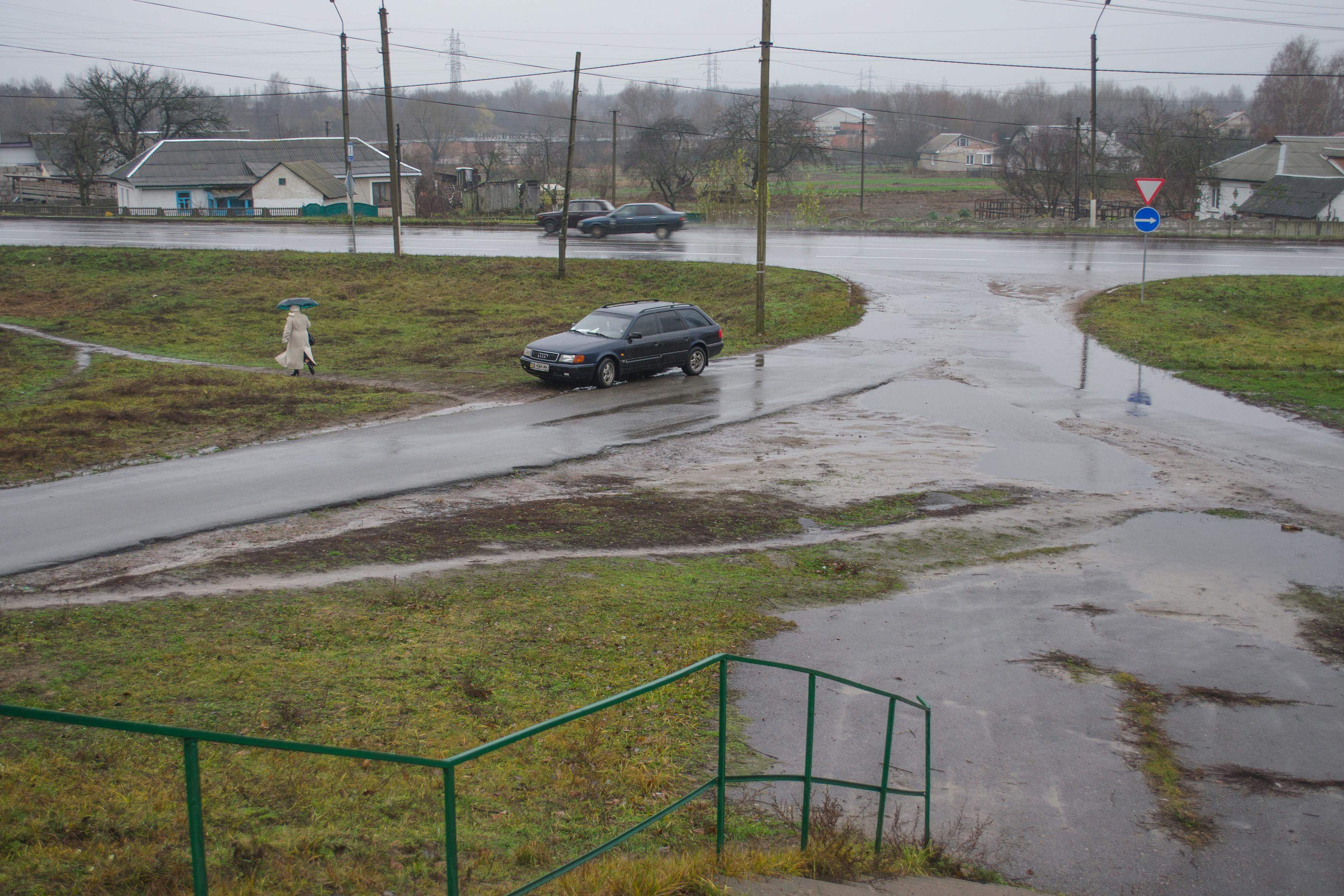
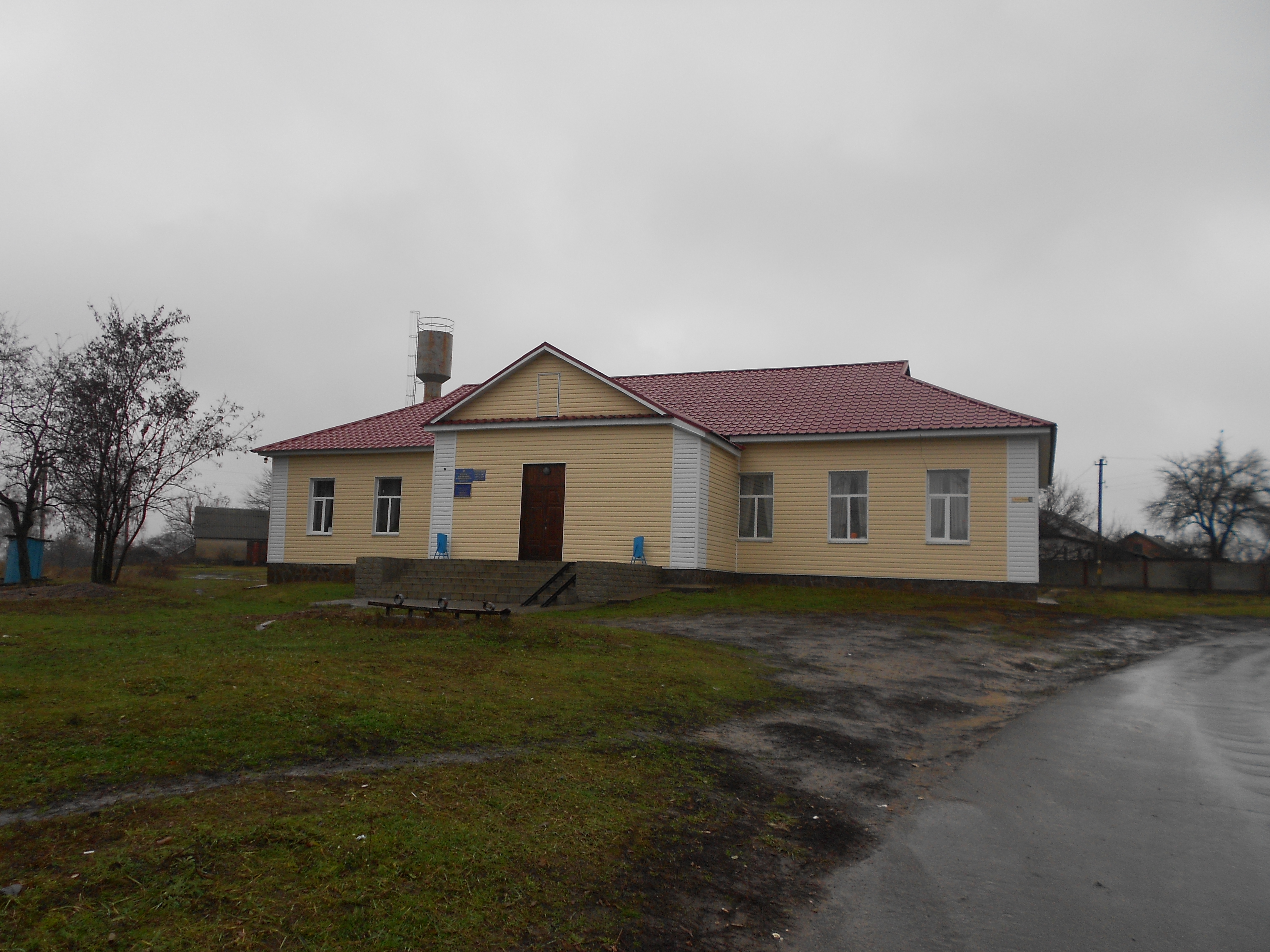
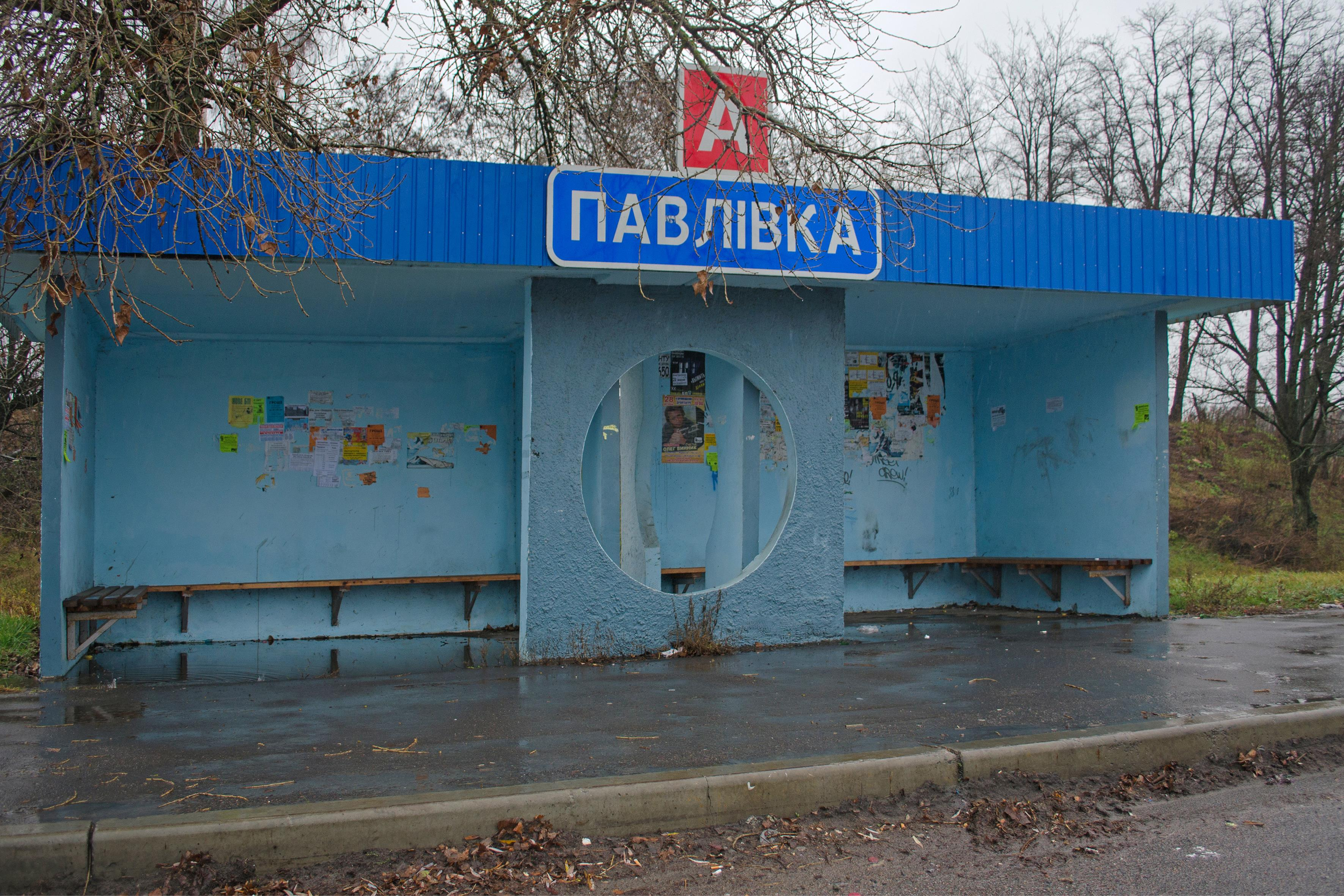